# 竹中文博
竹中 文博（たけなか ふみひろ）は、日本のアナウンサー、テレビプロデューサー、実業家。和歌山放送相談役・元社長・会長、毎日放送元取締役・常務取締役。

## 来歴・人物
1955年に大阪テレビ放送（当時、朝日放送・毎日放送・さらに朝日新聞大阪本社・毎日新聞大阪本社の4社合弁。1959年、MBS・毎日新聞が独自のテレビ局開局に伴い、朝日放送に吸収）のアナウンサーとして入社し、1958年に新日本放送（現：MBSメディアホールディングス）へ移籍。その後はテレビ制作一筋で『ヤングおー!おー!』、『よしもと新喜劇』など全国ネット・関西ローカルのテレビ番組のプロデューサーを務めるほか、『八木治郎ショー・いい朝8時』の制作（チーフプロデューサー）を務めた。
テレビ制作から離れた後は1991年から取締役、1996年から3年間にわたり常務取締役を務めた。その後は和歌山放送社長に就任し、会長も務めた後、現職。

## 参考出典
- 『毎日放送50年史』毎日放送50年史編纂 委員会事務局編